# Automobil- und Motorradsport bei den Olympischen Spielen
Automobil- und Motorradsport fand zweimal im Umfeld der Olympischen Spiele statt. Die Wettbewerbe waren jedoch kein durch das Internationale Olympische Komitee (IOC) anerkannter offizieller Bestandteil der Olympischen Sommerspiele 1900 bzw. Olympischen Sommerspiele 1936.

## Sommerspiele 1900
Vierzehn Veranstaltungen fanden im Rahmen der Weltausstellung (Exposition Universelle et Internationale de Paris) von 1900 statt. Diese Veranstaltungen wurden in der Regel nicht als offiziell eingestuft. Die Anmeldungen stammten von Herstellern und nicht von Fahrern, und die Namen der Wettbewerber wurden zu diesem Zeitpunkt nicht ausreichend angegeben. Ausnahmen bilden die beiden Klassen des Rennens Paris–Toulouse–Paris, bei dem die Automobilkategorie von Levegh auf Mors und die Voituretteklasse von Louis Renault auf Renault gewonnen wurde.
Ebenso wie Automobil- fanden auch Motorradwettbewerbe statt. Es wurden Wettbewerbe ausgetragen: ein Zuverlässigkeitswettbewerb und das Rennen Paris–Toulouse–Paris.

## Sommerspiele 1936
Ein Autorennen wurde als inoffizielle Schauveranstaltung mit dem Namen „Olympische Sternfahrt“ parallel zu den Olympischen Sommerspielen 1936 ausgetragen. Über den Wettbewerb ist wenig bekannt. Eine Olympische Silbertrophäe wurde für die Sternfahrt hergestellt, bei der Fahrer aus ganz Europa kurz vor Beginn der Olympischen Spiele in Berlin zusammenkamen. Die Rallye wurde von Hitler in dem Glauben konzipiert, dass deutsche Autos die Veranstaltung dominieren würden. Sie begann am 22. Juli 1936 mit dem Start von 124 Automobilen und 99 Motorrädern aus ganz Europa nach Berlin. Die Veranstaltung endete am 31. Juli und die Siegerehrung, bei der die Trophäe überreicht wurde, fand am 3. August 1936 statt. Neben der Geschwindigkeit wurden die Teilnehmer danach beurteilt, wie weit sie von Berlin entfernt waren und wie viele Kontrollpunkte sie während ihres Aufenthalts in Deutschland besucht hatten. Sieger wurde Fritz Huschke von Hanstein. Dieser silberne Pokal ist auf der Vorderseite mit den 5 olympischen Ringen und „Olympia Sternfahrt / 1936“ graviert.